# Aeroportul Punta Gorda
Aeroportul Punta Gorda (IATA: PGD, ICAO: KPGD, FAA LID: PGD) este un aeroport din Comitatul Charlotte, Florida, Florida, Statele Unite ale Americii ce deservește zona Punta Gorda⁠(d). Aeroportul a fost tranzitat în 2020 de 1.189.681 de pasageri. A fost numit după zona deservită.
Situat la o altitudine de 8 m, aeroportul dispune de 3 piste.

## Infrastructură

### Piste
Aeroportul dispune de 3 piste: 
- pista 04/22 din asfalt, cu dimensiunile 7.193 picioare × 150 picioare
- pista 09/27 din asfalt, cu dimensiunile 2.636 picioare × 60 picioare
- pista 15/33 din asfalt, cu dimensiunile 5.688 picioare × 150 picioare